# Eduard Gnauth

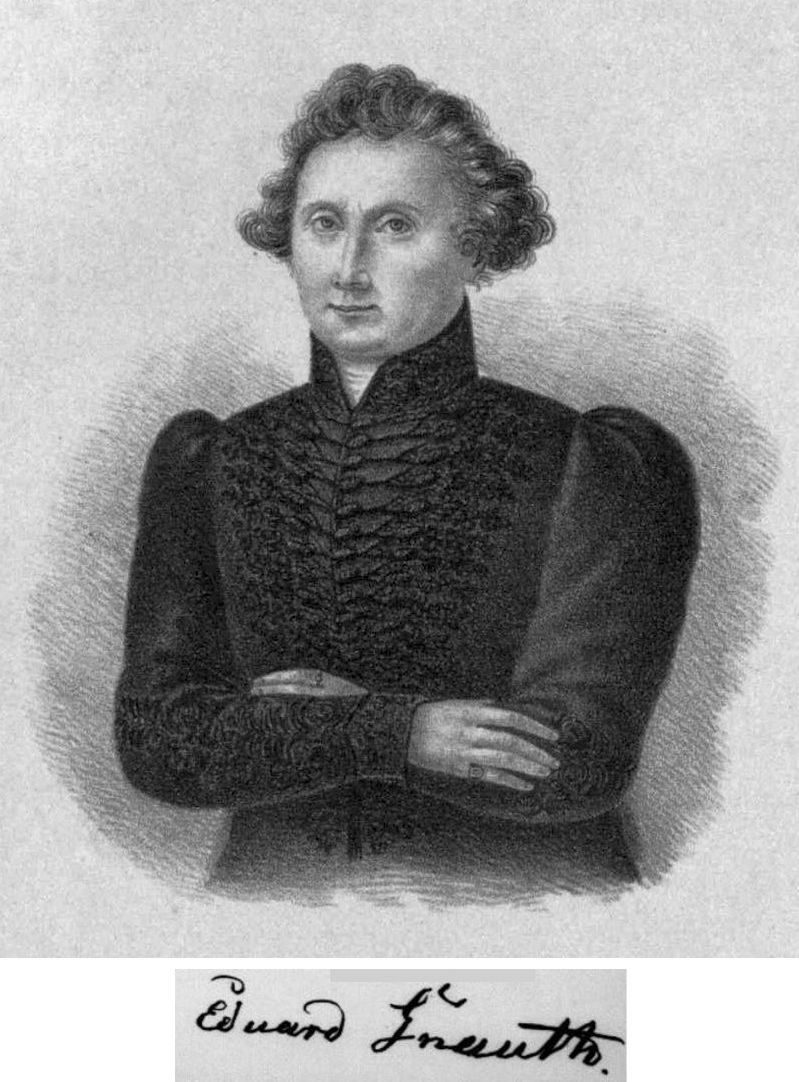
Eduard Gnauth.

Eduard Gnauth (* 28. Juli 1788 in Dresden; † 19. März 1859 Stuttgart) war ein deutscher Theaterschauspieler.

## Leben
Karl Eduard Gnauth wurde am 28. Juli 1788 in Dresden als Sohn des Kurfürstlichen Bereiters Karl Gnauth († 1814) geboren. Der Bruder des Vaters war Karl Christoph Gnauth (1784–1845), der ab 1818 als Garderobenverwalter am Hoftheater in Stuttgart wirkte.
Gnauth war zunächst als Schauspieler in Braunschweig, Hannover und Nürnberg tätig. Von 1815 bis 1856 war er Hofschauspieler am Stuttgarter Hoftheater, wo er als geschätzter Darsteller von Charakter- und komischen Rollen wirkte.
In einem Nachruf zu Gnauths Tod hieß es: „Einer eigentlichen Bildung stand er, wie so viele Andere seines Standes, gänzlich fern. … Unser trefflicher Gnauth gehörte noch zu Jenen, welche mehr beobachteten als dachten. Ein gewandtes Talent stand ihm dabei hilfreich zur Seite. … Seine Leistung war stets ein vollsaftiges, ehrliches und wahres Konterfei, die genaueste Photographie irgend eines unbekannten Originals, das wo in der Welt herumschweifte und das in den gegebenen Verhältnissen sicher auf solche Weise verfuhr, sprach, sich ausnahm.“ 1829 erregte er großes Aufsehen durch die Misshandlung eines ihm missliebigen Theaterkritikers.
Eduard Gnauth starb am 19. März 1859 im Alter von 70 Jahren in Stuttgart. Seine Frau überlebte ihn um 6 Jahre und starb am 14. Dezember 1865 im Alter von 64 Jahren.

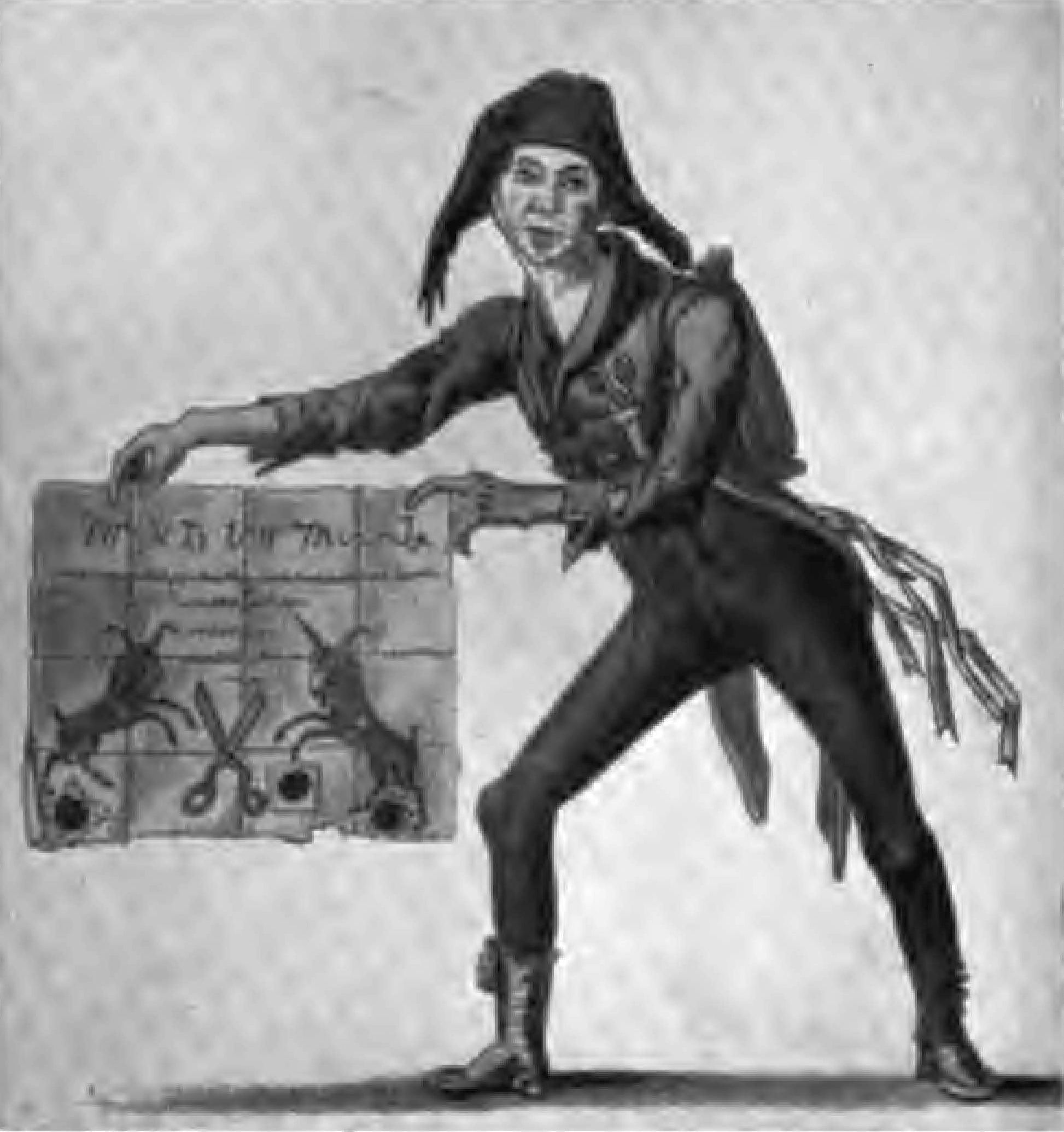
Eduard Gnauth als Krispin Kakadu in den „Schwestern von Prag“.
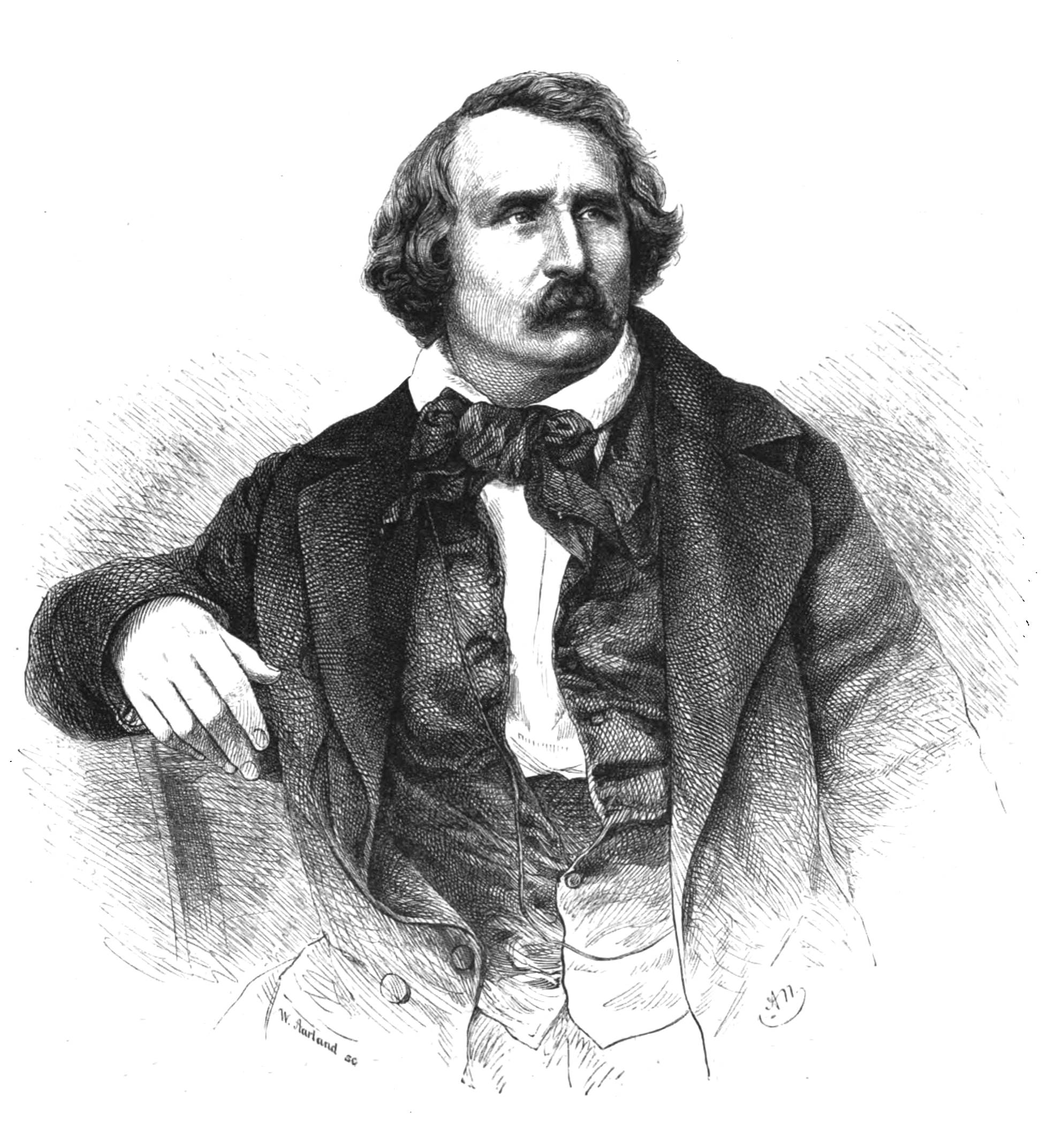
Ludwig Storch.
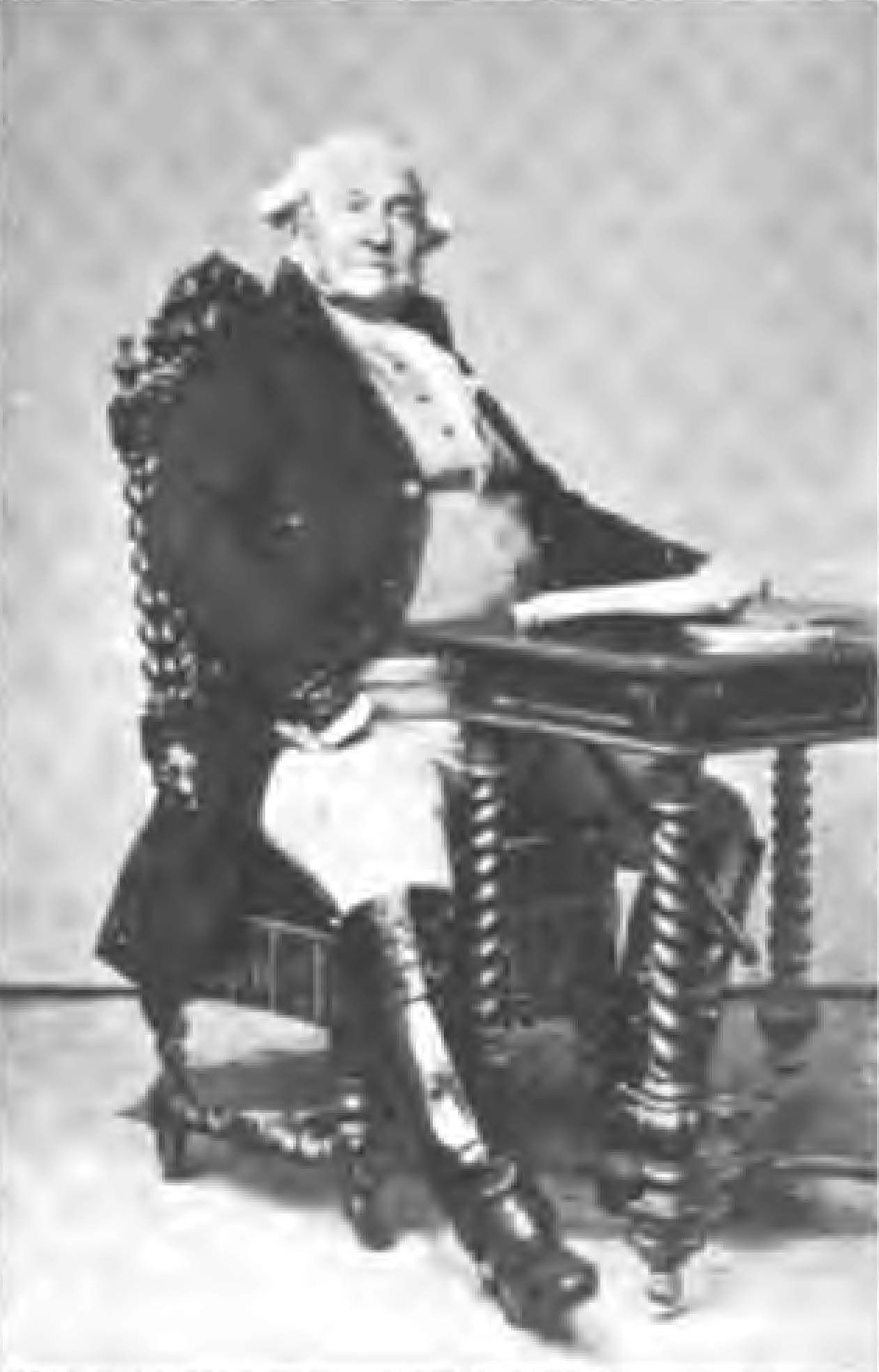
August Wilhelm Maurer.

## Kritikermisshandlung
Ein Akt „roher Selbsthilfe“ von Schauspielern des Stuttgarter Hoftheaters gegen einen missliebigen Kritiker erregte 1829 großes Aufsehen. Ludwig Storch, „der damals als Literat in Stuttgart lebte, hatte durch eine scharfe Kritik einer Aufführung der ‚Donna Diana‘ den Zorn Gnauths und Maurers heraufbeschworen. Sie überfielen ihn in seiner Wohnung, und während Maurer an der Türe Wache hielt, vollzog Gnauth mit einem ‚Ochsenziemer‘ das Strafgericht.“
Am 7. Mai 1829 wurde der Vorfall vor dem Kriminalsenat des Gerichtshofes für den Neckar-Kreis in Esslingen verhandelt. Das Gericht bestrafte Eduard Gnauth zu 3 Monaten Arrest auf der Festung Hohenasperg „wegen wörtlicher und thätlicher, durch Haus-Friedensbruch erschwerter Injurien gegen den Doktor Ludwig Storch“. August Wilhelm Maurer erhielt 6 Wochen Festungsarrest „wegen wörtlicher Injurien gegen den Doktor Storch und intellektueller Beihülfe bei der von Gnauth verübten Mißhandlung“.

## Familie
Gnauth war in erster Ehe mit Auguste Weinstatter († 1849) verheiratet. Die beiden Söhne aus dieser Ehe Carl Gnauth und Eduard Gnauth junior schlugen wie der Vater die Theaterlaufbahn ein. Nach der Scheidung seiner ersten Ehe heiratete Gnauth 1829 Charlotte Fossetta (1801–1865), die uneheliche Tochter der gleichnamigen Hofschauspielerin Charlotte Fossetta. Zwei Kinder aus der Ehe starben kurz nach oder bei der Geburt.

### Carl Gnauth
Carl Gnauth (1813–1853) wurde 1830 am Hoftheater Stuttgart als außerordentliches Mitglied des Singchors angestellt, 1833 begann er eine elfjährige Wanderschaft als Sänger und Schauspieler durch zahlreiche deutsche und ausländische Theater, bevor er 1844 als Chorsänger und später auch als Schauspieler am Hoftheater Stuttgart engagiert wurde. Er starb ledig im Alter von nur 40 Jahren.

### Eduard Gnauth junior
Eduard Gnauth junior (1822–1854) besuchte im Alter von 16 Jahren ein Jahr lang die landwirtschaftliche Unterrichts-, Versuchs- und Musteranstalt in Stuttgart-Hohenheim, wandte sich dann aber der Schauspielkunst zu. Ab 1839 spielte er auf Wanderbühnen  und ab 1842 auch auf festen Theatern in Württemberg und Bayern, 1852 in Königsberg und 1854 in Riga, wo er im Alter von 32 Jahren verstarb. 1842 und 1844 wurde er zu Gastspielen am Hoftheater Stuttgart engagiert, eine feste Anstellung wurde ihm jedoch verwehrt. 1845 heiratete er in Ludwigsburg die Schauspielerin Wilhelmine Heuberger, die ihm drei Kinder schenkte.